# Glauc d'Atenes
Glauc d'Atenes (en llatí Glaucus, en grec Glaukos Γλαῦκος) va ser un poeta grec, els epigrames del qual han estat sovint confosos amb els de Glauc de Nicòpolis. A l'Antologia grega hi ha sis epigrames, el primer, segon, quart i cinquè etiquetats com a Γλαύκου, el tercer com a Γλαύκου Ἀθηναίου i el sisè com Γλαύκου Νικοπολίτα. Són els quatre primers els que es confonen. De la seva anàlisi sembla que hauria escrit el tercer, quart i cinquè, epigrames que parlen d'obres d'art, mentre els altres serien de Glauc de Nicòpolis. Hi ha qui opina que tots els epigrames s'haurien d'atribuir només a Glauc d'Atenes.